# Natsumono
Singles de AAA
Kuchibiru Kara Romantica / That's Right
(2007) Red Soul
(2007)
Natsumono est le 15esingle du groupe AAA sorti sous le label Avex Trax le 18 juillet 2007 au Japon. Il atteint la 5e place du classement de l'Oricon. Il se vend à 24 892 exemplaires la première semaine et reste classé 6 semaines, pour un total de 32 722 exemplaires vendus.
SUNSHINE a été utilisé comme thème musical pour l'émission Sports Urugusu. SUNSHINE, No End Summer et Hanabi sont présentes sur la compilation Attack All Around, sur l'album remix AAA Remix ~non-stop all singles~, ainsi que sur l'album Around.

## Liste des titres
| 1. | SUNSHINE | Delicatessen      | Hyoutan (Delicatessen) | 3:56 |
| 2. | No End Summer | Mizue             | Kazuhiro Hara          | 3:57 |
| 3. | Hanabi (花火) | Kyo Kawahara      | Konishi Takao          | 4:47 |
| 4. | Hurricane Riri, Boston Mari [People of the sun MIX] (ハリケーン・リリ、ボストン・マリ (CD seulement pas CD+DVD)) | Mashima Masatoshi | Mashima Masatoshi      | 4:13 |
| 5. | SUNSHINE (instrumental)                                                                                          | Delicatessen      | Hyoutan (Delicatessen) | 3:56 |
| 6. | No End Summer (instrumental)                                                                                     | Mizue             | Kazuhiro Hara          | 3:57 |
| 7. | Hanabi (instrumental) (花火)                                                                                     | Kyo Kawahara      | Konishi Takao          | 4:44 |

| 1. | SUNSHINE |  |

| 1. | No End Summer |  |

| 1. | Hanabi (花火) |  |